# Zisterzienserinnenabtei Battant

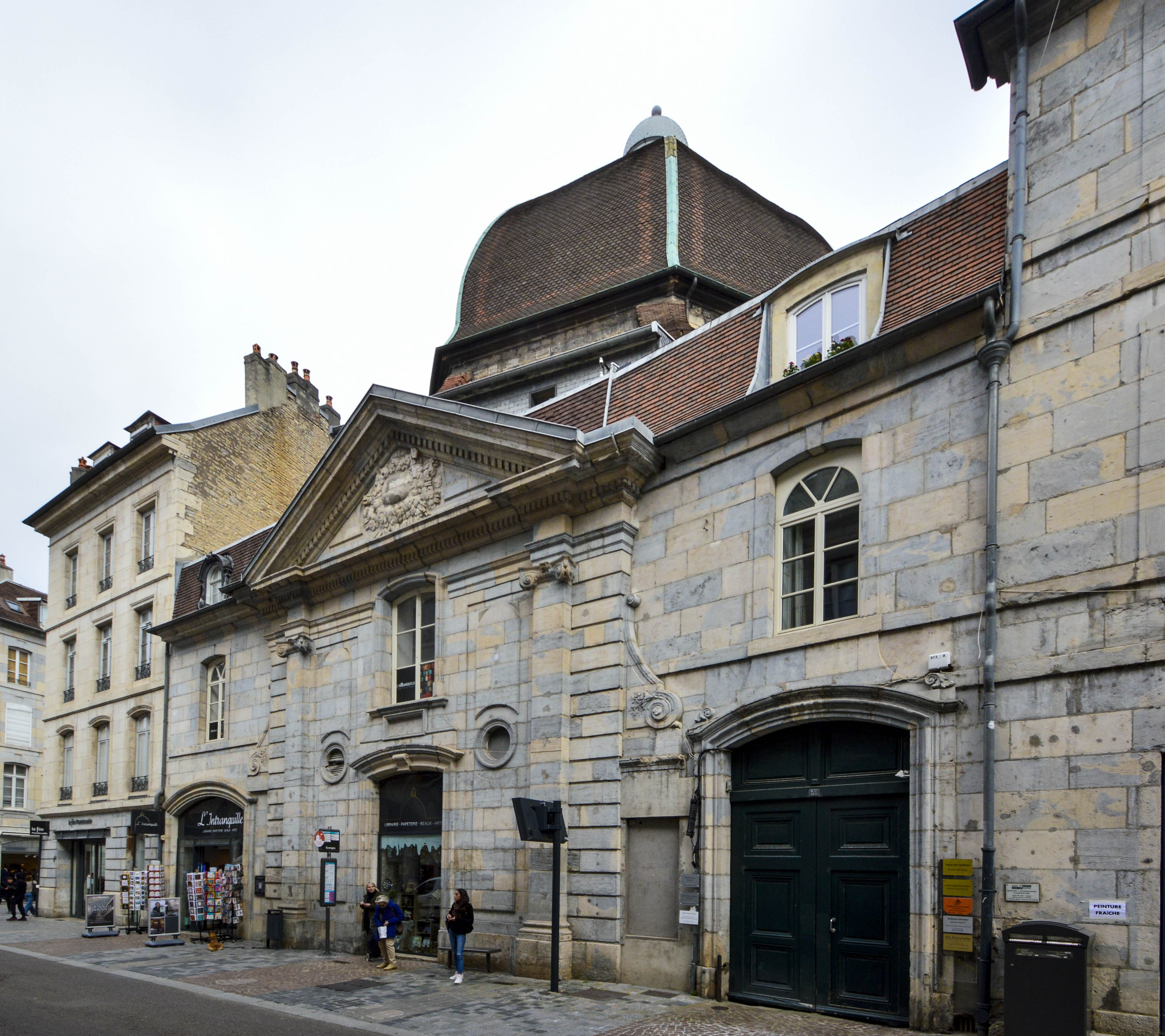
Kirche der Zisterzienserinnenabtei Battant

Die Zisterzienserinnenabtei Battant war von 1227 bis 1791 ein Kloster der Zisterzienserinnen in Besançon, Département Doubs, Frankreich.

## Geschichte
Jean Algrin (auch: Allegrin, 1180?–1237), von 1225 bis 1227 Erzbischof von Besançon, gründete 1227 im heutigen Stadtteil Battant (damals vor den Toren der Stadt) ein Nonnenkloster, das noch vor 1300 in den Zisterzienserorden aufgenommen wurde. 1595 wurde die Abtei aus wehrtechnischen Gründen abgerissen. Die Nonnen wechselten ins Stadtinnere. Nach zwei anderen Standorten befahl Generalabt Edmund II. Perrot (1712–1727) von Cîteaux ab 1714 den Bau von Kirche und Kloster in der Rue des Granges (heute Nr. 59). Seit der Auflösung des Klosters durch die Französische Revolution dienen die Gebäude weltlichen Zwecken. 1942 wurde das ehemalige Kirchengebäude (mit Rotunde) unter Denkmalschutz gestellt.

### Handbuchliteratur
- Laurent Henri Cottineau: Répertoire topo-bibliographique des abbayes et prieurés. Bd. 1. Protat, Mâcon 1939–1970. Nachdruck: Brepols, Turnhout 1995. Spalte 277.
- Bernard Peugniez: Le Guide Routier de l’Europe Cistercienne. Editions du Signe, Straßburg 2012, S. 143.
- Gereon Christoph Maria Becking: Zisterzienserklöster in Europa. Kartensammlung, Lukas Verlag Berlin 2000, ISBN 3-931836-44-4, Blatt 63 D (irrtümlich „Battans“)